# Casalbuono
Casalbuono – miejscowość i gmina we Włoszech, w regionie Kampania, w prowincji Salerno.
Według danych na rok 2004 gminę zamieszkiwało 1301 osób, 38,3 os./km².